# 鄧元起
鄧元起（とう げんき、458年 - 505年）は、南朝斉から梁にかけての軍人。字は仲居。本貫は南郡当陽県。

## 経歴
若くして胆力と才幹があり、膂力は人より勝っていた。義侠を自任し、施しを好み、郷里の若者たちの多くはかれに従った。荊州に召し出されて議曹従事史を初任とし、奉朝請に転じた。斉の雍州刺史の蕭緬の属官として槐里県令となった。後に弘農郡太守・参平西軍事に転じた。西陽郡の馬栄が長江沿岸で略奪を繰り返していたため、元起は刺史の蕭遙欣の命を受けてこれを討ち、平定した。武寧郡太守に転じた。
永元2年（500年）、北魏軍が義陽に迫ると、元起は武寧郡から救援にかけつけた。少数民族の首領である田孔明が北魏につき、自ら郢州刺史を号し、三関を攻略し、夏口を襲撃した。元起が精鋭を率いて田孔明を攻撃し、わずかの間に6つの城を落とすと、斬りあるいは捕らえた者は1万を数え、残りの者たちはみな逃げ散った。元起はそのまま三関を守った。郢州刺史の張沖が都督河北諸軍事をつとめていたことから、元起は張沖に重ねて手紙を送り、軍を返して合流するよう求めた。張沖は「あなたがそちらにあり、私がここにいれば、表裏の勢で、いわゆる金城湯池というものである。この態勢をいったん捨て去れば、棘が生えてしまう」と返事して断った。張沖は元起を平南中兵参軍事とするよう上表した。元起はこれによって戦うたびに必ず勝ち、武勇は当時に冠絶し、死をいとわず喜んで命令を果たす者たちを1万人あまりも抱えた。
蕭衍が起兵すると、蕭穎冑が手紙を送って元起を招いた。張沖が日頃から元起を厚く待遇していたことから、手紙がやってくると、元起の部下たちの多くは郢州への帰還を勧めた。しかし元起は東昏侯の暴政に不満を持ち、自分の老母も西方にいたことから、蕭衍に加担することを明らかにした。その日のうちに西上して、江陵に到着すると、西中郎中兵参軍となり、冠軍将軍の号を加えられた。軍を率いて夏口で蕭衍と合流した。元起は蕭衍の命を受けて王茂や曹景宗らとともに夏口城を包囲し、9里にわたって塁を築いた。張沖はたびたび出戦して敗れたため、夏口城に籠もって固く守った。
中興元年（501年）、和帝が即位すると、元起は仮節・冠軍将軍・平越中郎将・広州刺史に任じられ、給事黄門侍郎に転じ、南堂西渚に移鎮した。7月、夏口城が降伏してくると、元起は冠軍将軍のまま益州刺史となり、そのまま先鋒として尋陽を平定した。東征軍が建康に達すると、元起は建陽門に塁を築いて、王茂や曹景宗らとともに建康を包囲した。建康城が平定されると、元起は征虜将軍の号に進んだ。
天監元年（502年）、梁が建てられると、元起は当陽県侯に封じられた。さらに左将軍に号を進め、益州刺史としての赴任の途につくこととなった。しかし前益州刺史の劉季連が兵を起こしてこれを阻んだ。元起が巴西郡に達すると、太守の朱士略が開門して迎えた。元起の軍は食糧不足に悩んでいたため、巴西郡の不正を罰する名目で徴発しようとした。涪県県令の李膺が民心の離反を懸念してこれを諫めたため、元起が李膺に任せると、李膺は富民に軍資米を上納させ、まもなく3万斛を得た。
元起は部将の王元宗らを先遣させ、劉季連の部将の李奉伯を新巴で、斉晩盛を赤水で破ると、軍を西平に進軍させた。劉季連は成都に籠城して守った。斉晩盛が元起の部将の魯方達を斛石で破り、元起の兵士に1000人あまりの死者を出すと、軍の士気が動揺した。このため元起は自ら兵を率いて成都から20里の蒋橋に進軍し、輜重を郫に留めた。劉季連は李奉伯と斉晩盛に2000人を与えて、間道を通って郫を襲撃し、陥落させた。元起は魯方達の兵を派遣して郫の救援に向かわせたが、魯方達は敗れて叛いた。元起は郫を捨てて、成都城を包囲し、3面に柵を立てて塹壕を掘らせた。元起が包囲柵の巡視に出たとき、劉季連が精鋭に命じてこれを襲撃させ、麾下に迫った。元起は輿を下りて楯を持ってこれを叱したため、兵たちは辟易して進もうとしなかった。
益州の兵乱は長期戦となり、民衆は農耕をやめ、飢餓が蔓延して、両軍は困窮した。天監2年（503年）、武帝（蕭衍）が劉季連の罪を許すことを約束して降伏を促すと、劉季連は成都を開城して降り、元起は劉季連の身柄を建康に送り届けた。成都の外にいた劉季連の部将たちも降伏したが、元起は李奉伯と斉晩盛を斬った。武帝により蜀を平定した勲功を論じられて、元起は平西将軍の号を受け、800戸増封された。
元起は同郷の庾黔婁を録事参軍とし、荊州刺史の蕭遙欣の客だった蒋光済を厚遇し、両人に益州の事務を任せた。庾黔婁は清廉であり、蒋光済は計謀に長け、両輪となって善政を進めた。元起は劉季連に勝利してからも、城内の財宝を私することなく、民衆の生活の安定につとめた。もともと飲酒を好み、1斛呑んでも乱れないほどの酒豪であったが、これも絶つようになった。元起の母の兄弟の子の梁矜孫は性格が軽薄で庾黔婁と合わず、「城中は3刺史ありと称しています。閣下はどうしてこれに我慢なさっているのですか」と元起に讒言した。元起はこれより庾黔婁と蒋光済を疎んじるようになり、治績をやや損なうこととなった。
天監3年（504年）、元起は老母の養生のために帰郷を願い出て、武帝にこれを許された。右衛将軍として召還され、西昌侯蕭淵藻が代わって益州刺史とされた。このとき梁州長史の夏侯道遷が南鄭で反乱を起こし、北魏の軍を引き込んだと、白馬戍主の尹天宝が使者を送って益州に報告した。ほどなく北魏の将軍の王景胤と孔陵が東西の晋寿郡を攻撃したため、やはり急を告げてきた。益州の人々は元起に救援に向かうよう勧めた。元起の腰は重く、庾黔婁らが諫めたが、みな聞き入れなかった。武帝は元起を仮節・都督征討諸軍事として漢中を救援させるよう命じたが、この命令が届いたころには、北魏がすでに両晋寿郡を攻め落としていた。蕭淵藻が成都に到着すると、元起は帰り支度をしており、備蓄の食糧や兵器はほとんど残っていなかった。蕭淵藻が入城すると、このことを憎んで、軍事を疎かにした罪を上表し、元起を州の獄に収監した。元起は獄中で自ら縊死した。享年は48。御史は追って弾劾し、爵位と封土を削るよう求めたが、武帝は封邑を半減するにとどめ、松滋県侯に追封した。後に征西将軍の号を追贈され、諡は忠侯といった。
子の鄧鏗が後を嗣いだ。

## 伝記資料
- 『梁書』巻10 列伝第4
- 『南史』巻55 列伝第45